# 文山青紫葛
文山青紫葛（学名：Cissus wenshanensis）为葡萄科白粉藤属下的一个种。其种加词“wenshanensis”意为“云南文山的”。